# Jugendstil

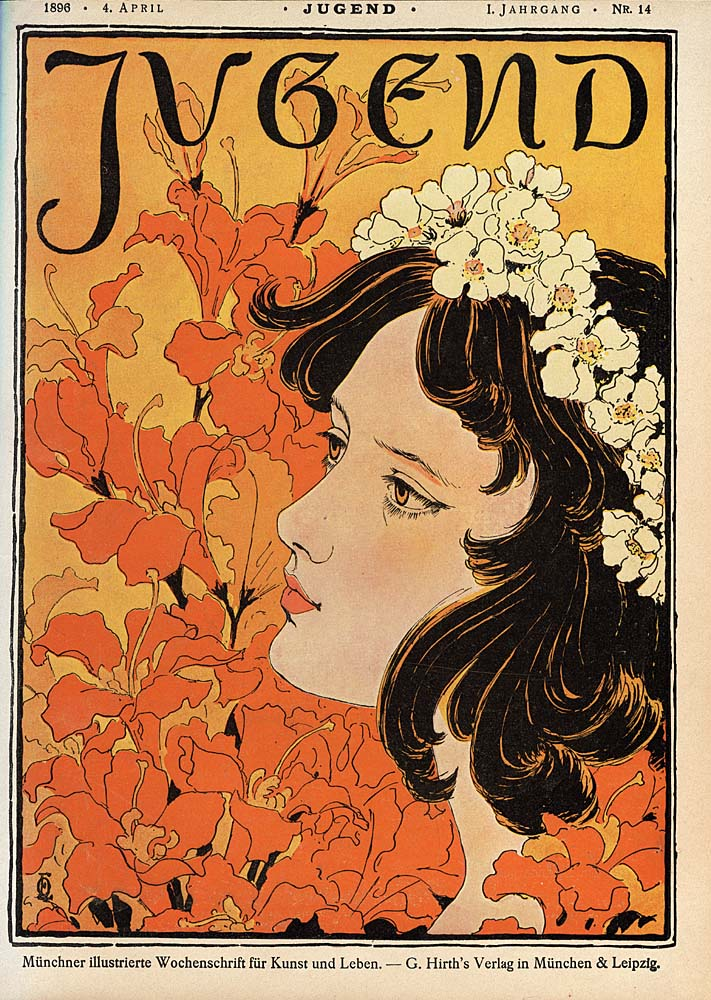
Otto Eckmann - Revista Jugend Nr. 14, 1896

Jugendstil é um estilo de arquitetura e design, também chamado de arte decorativa e considerado a versão germânica da Art Nouveau, popular nos países germânicos durante o final do século XIX e princípio do século XX. Este nome teve origem em uma revista alemã chamada Die Jugend, fundada em 1896 por Georg Hirth e Fritz von Ostini, que carregava certos princípios do movimento, como seu caráter jovial e inovador, e abordava bastante as artes gráficas e o design de interiores. O Jugendstil se colocou como um movimento revolucionário em contraposição ao historicismo tradicionalista e ao neoclassicismo, que promoviam uma exaltação do passado, acompanhada pela crítica ao que é novo, em especial na área das artes. O Jugendstil foi, então, uma resposta a essa oposição das academias de artes e arquitetura às mudanças estéticas e culturais.
Suas principais sedes eram Munique, Weimar e a Colônia de Artistas de Darmstadt, fundada em 1899 em Darmstadt. A maior coleção de arte no estilo Jugendstil está em Riga, Capital da Letônia.

## Origem e contexto histórico
O movimento surgiu em Munique, em 1892, cidade de origem da revista que o nomeou, a Die Jugend. O Jugendstil tinha como objetivo quebrar o padrão histórico e estilístico mais formal da Academia, que buscava resgatar valores mais clássicos e rejeitava o novo.. O nome do movimento, inicialmente, era Secessão, escolhido por Georg Hirth. A revista de Hirth foi fundada quatro anos depois, em 1896, tornando-se uma das demonstrações desse estilo mais famosas, além das revistas Simplicissimus, Pan, Dekorative Kunst (em tradução livre, Arte Decorativa) e Deutsche Kunst und Dekoration (em tradução livre, Arte e Decoração Germânicas).
O termo Jugendstil teve origem em 1896, em referência à revista semanal Die Jugend (Juventude, em português), fundada por Georg Hirth e Fritz von Ostini. Este termo está intimamente ligado ao vocabulário germânico do design gráfico, vindo da tradição de impressão e gravura germânica, estilo com um traço bastante gráfico no desenho, bem diferente do estilo naturalístico. Os precursores deste movimento foram Peter Behrens, Bernhard Pankok, Richard Riemerschmid, Hermann Obrist, Otto Eckmann, Henry van de Velde e os fundadores da Secessão de Munique, como Bruno Piglhein, Paul Hoecker, Georg Hirth, Georg von Vollmar e Hans Veit zu Toerring-Jettenbach, que forneceram ilustrações para a Die Jugend. 

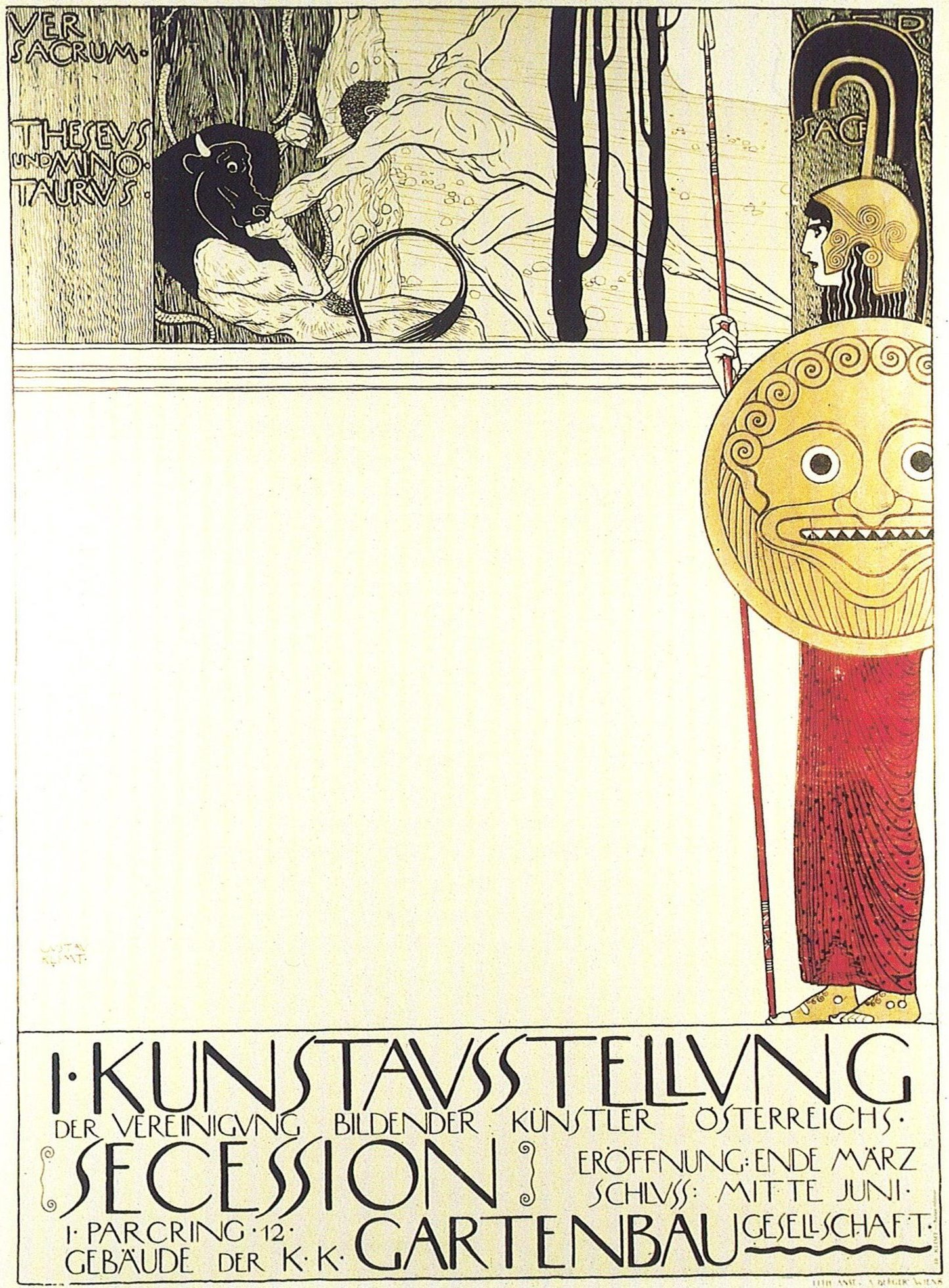
Cartaz de Gustav Klimt, um dos representante do Jugendstil.

Pode-se dividir o Jugendstil em duas fases: uma inicial, antes dos anos 1900, que possui um aspecto majoritariamente floral e tem raízes no Art Nouveau inglesa e nas artes aplicadas japonesas, e uma tardia, que se baseou no trabalho do designer e arquiteto belga Henry van de Velde, autor do teatro de Werkbund.
Na primeira fase, as principais aplicações do estilo eram através de ilustrações e artes gráficas. O Jugendstil utilizava decorações florais e curvas com linhas mais geométricas. Essas características fizeram com que fosse um estilo muito aceito e usado em capas de livros, anúncios e cartazes.
A segunda fase conta com o trabalho de Henry van de Velde, que buscava trabalhar com formas essenciais, puras, para que tivessem como principal objetivo a utilidade. Assim, a beleza teria como ponto de partida o objeto em si, não algo exterior a ele.

### Colônia de Artistas de Darmstadt
A Colônia de Artistas de Darmstadt é um acervo de construções do Jugenstil, criadas em 1899 por Ernest Ludwig e projetadas por Joseph Maria Olbrich e Peter Behrens. Seus membros fundadores são Peter Behrens, Paul Bürck, Rudolf Bosselt, Hans Christiansen, Ludwig Habich e Patriz Huber, que residiriam nestas Colônias. A arquitetura da Colônia rompia com o estilo floral da primeira fase do Jugendstil e possuía um design mais ousado. Os fundadores projetaram todos os detalhes de suas casas, das maçanetas até as louças.

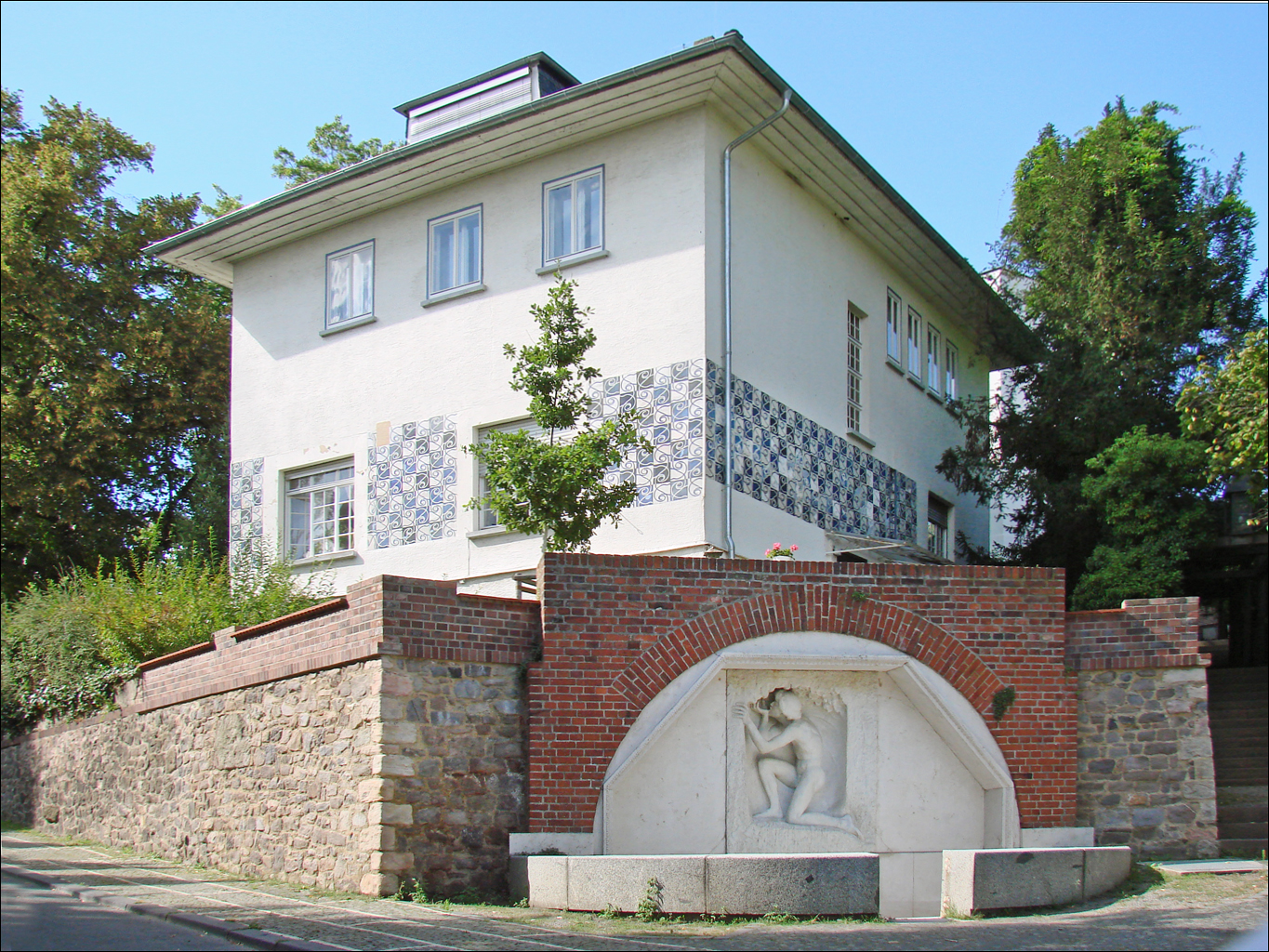
Casa de Olbrich.
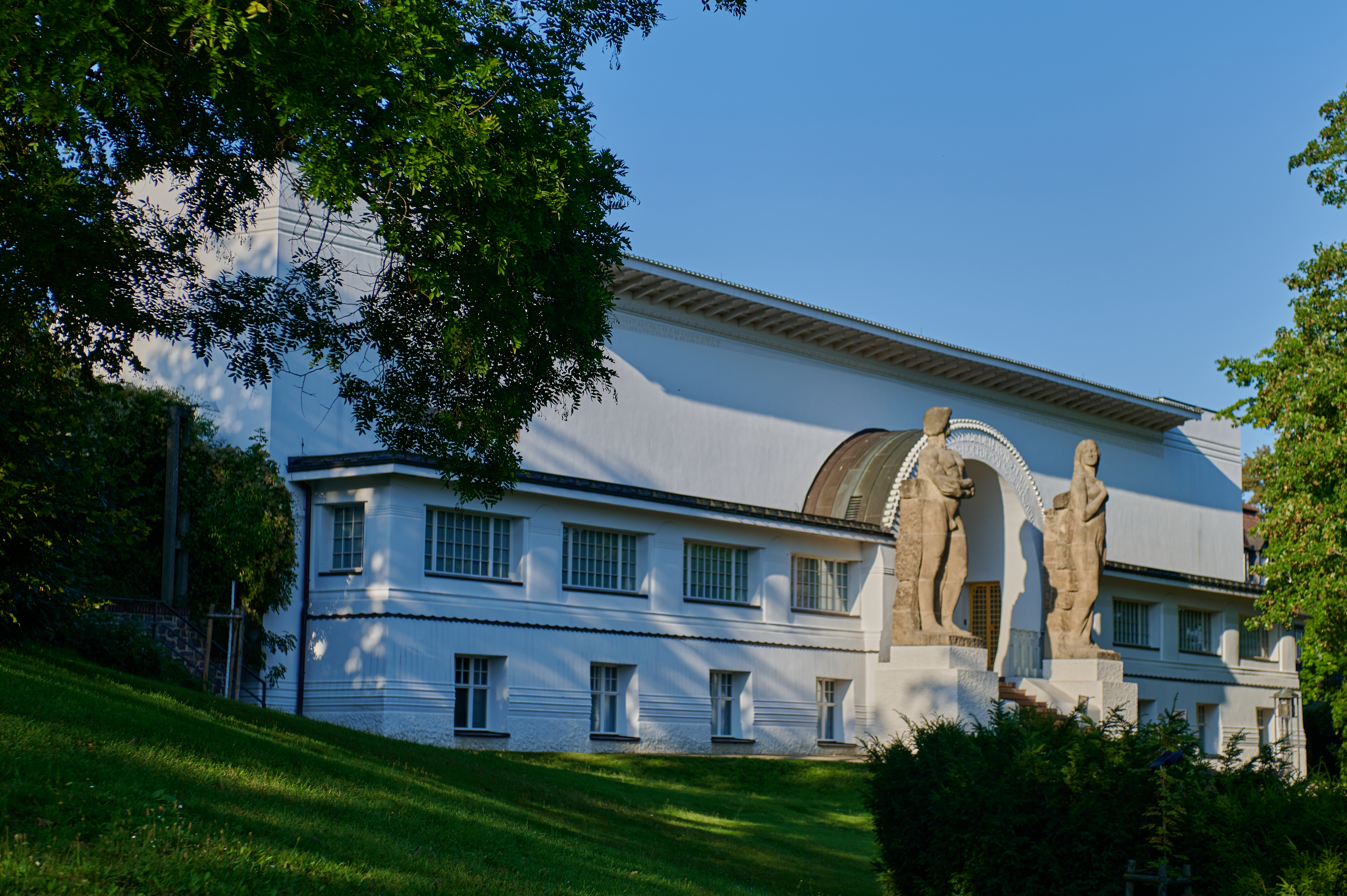
Fachada norte da casa de Ernst Ludwig.
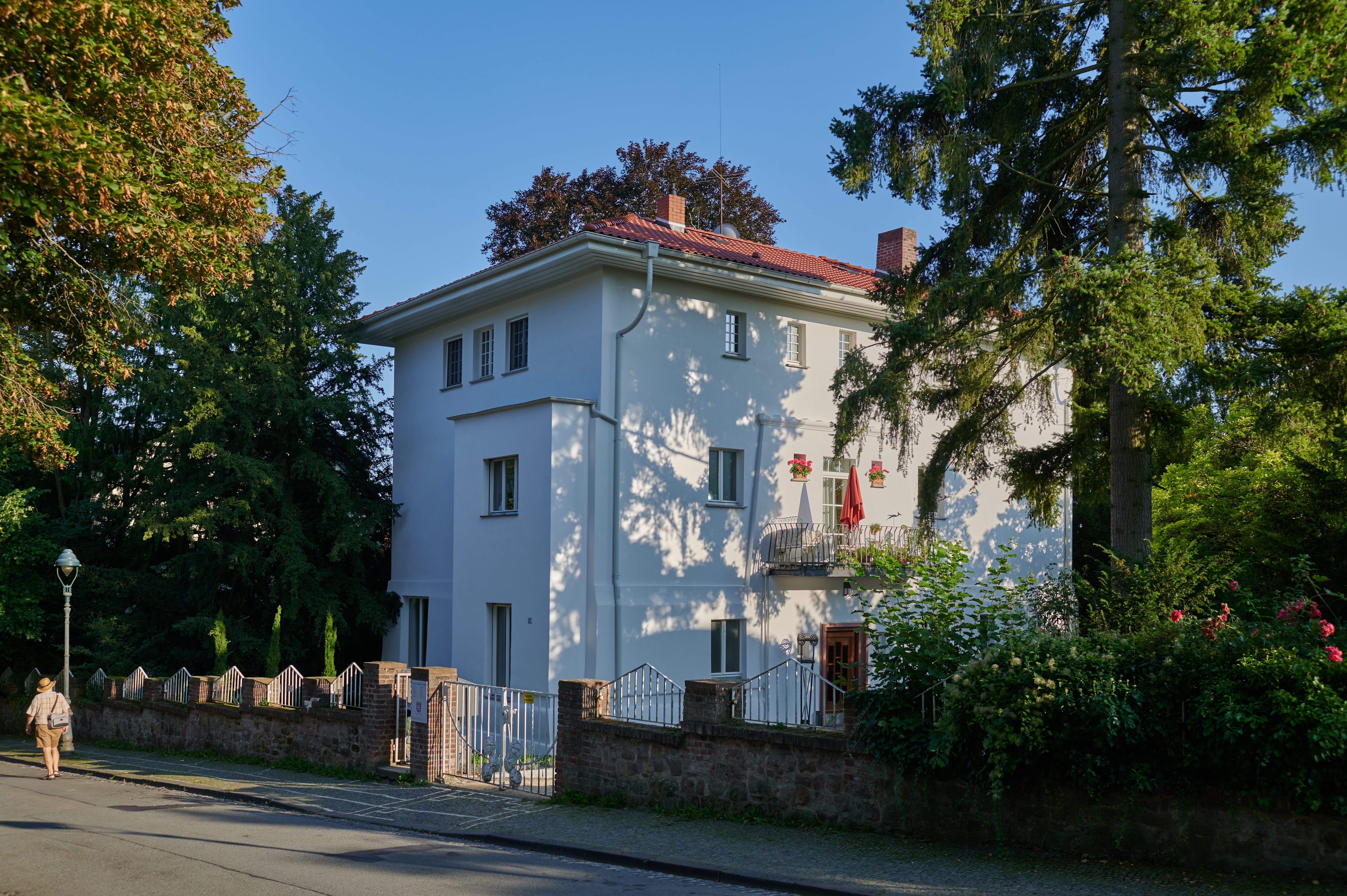
Casa de Ludwig Habich.
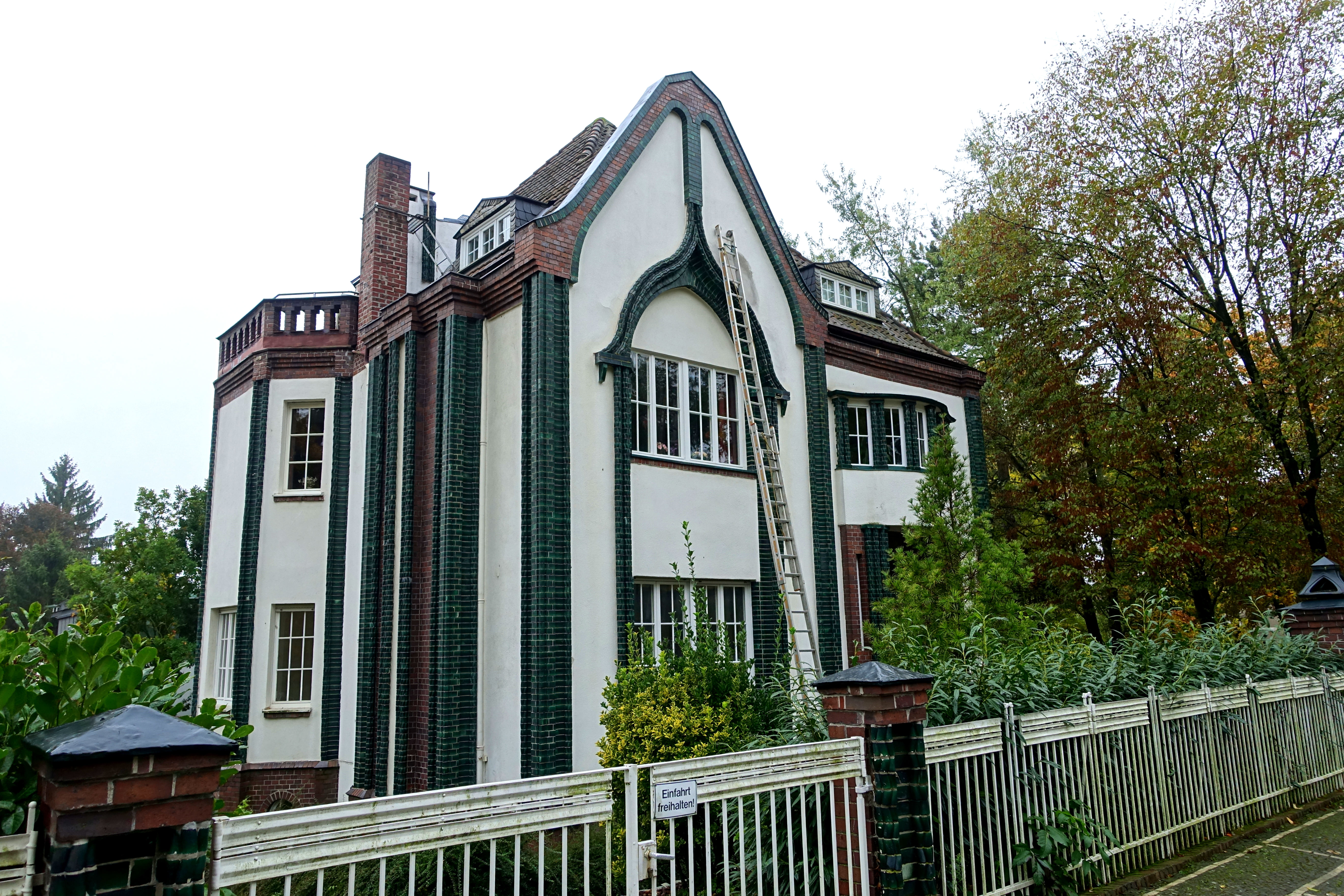
Casa de Peter Behrens.

### Weimar e Henry van de Velde
A cidade de Weimar foi um dos grandes centros do Jugendstil, graças ao arquiteto e designer belga Henry van de Velde. Apesar de sua origem belga, van de Velde foi uma figura importante para o Jugendstil. Van de Velde incentivava a individualidade artística e propôs a incorporação da lógica ao design, inspirando-se na aplicação da razão à engenharia. Ao chegar em Weimar, van de Velde se tornou conselheiro artístico de William Ernest, Grão-Duque de Saxe-Weimar-Eisenach. Em 1907, foi fundada a Escola do Grão-Duque para Artes Plásticas. Henry van de Velde foi o responsável por projetar o prédio da escola e foi seu primeiro diretor. Com o início da Primeira Guerra Mundial, o belga teve de abrir mão do cargo, mas indicou Walter Gropius para ser seu sucessor. Em 1919, a Escola se fundiu com a Academia de Artes de Weimar e ambas formaram a escola Bauhaus.

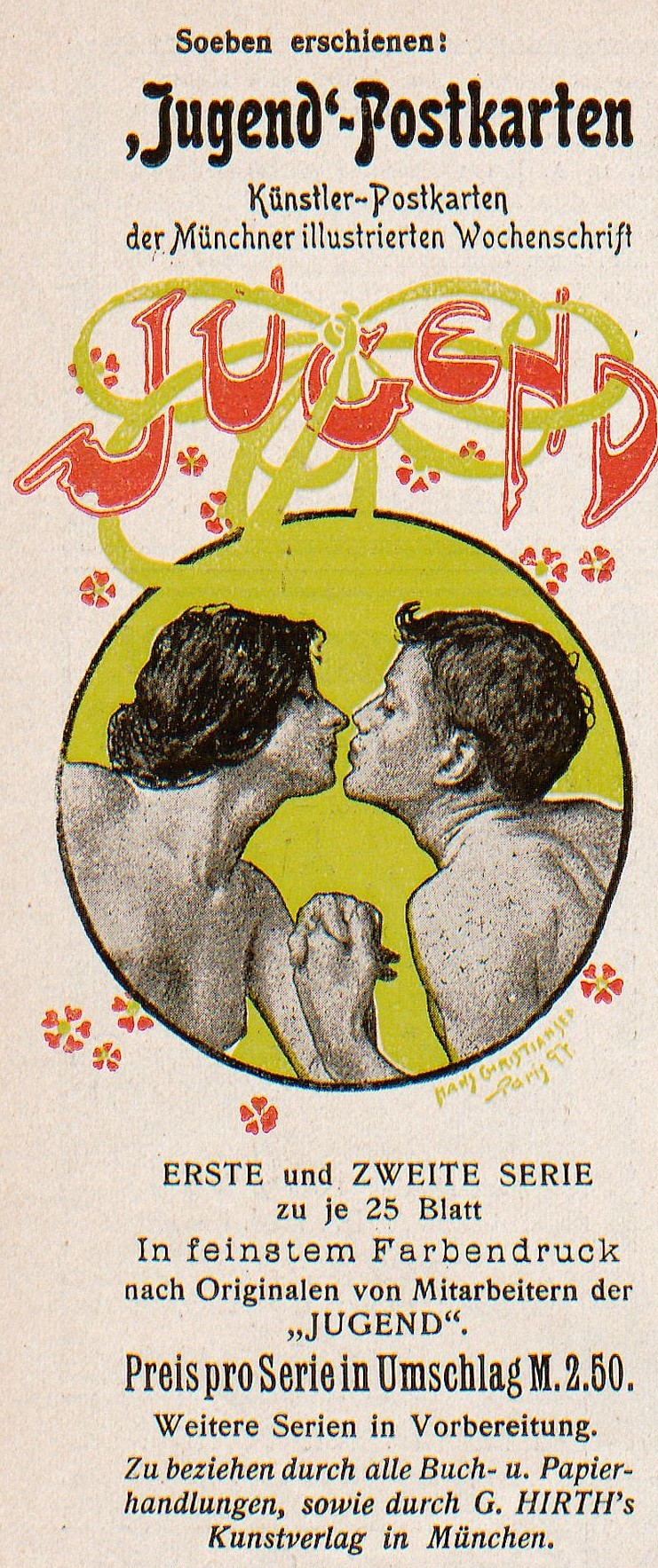
Poster Jugend, 1898

## Design e artes gráficas
Uma característica importante do Jugendstil foi o uso da tipografia, especialmente na relação entre imagem pictórica e letra, muito presente em capas de publicações, cartazes e propaganda em geral. Os designers gráficos do Jugendstil usavam tipos criados para harmonizar com as imagens pictóricas. No entanto, muitas das famílias tipográficas do Jugendstil eram pouco legíveis.